# Hubert Knoblauch
Hubert Knoblauch (* 21. März 1959 in Friedrichshafen) ist ein deutscher Soziologe. Bekannt ist er für seine Beiträge in den Bereichen Religionssoziologie, Wissenssoziologie sowie der Methodologie der qualitativen Sozialforschung, insbesondere der von ihm mitentwickelten Videographie. Seit 2002 ist er Professor für Allgemeine Soziologie, insbesondere Theorie moderner Gesellschaften, an der Technischen Universität Berlin.

## Leben

### Akademischer Werdegang
Nach seinem Abitur 1978 studierte Hubert Knoblauch bis 1984 Soziologie, Philosophie und Geschichte an der Universität Konstanz und der University of Sussex in Brighton.
Nach einer Anstellung als Assistent an der Universität Sankt Gallen (1985–1987) und einem Forschungsaufenthalt an der Universität Paris VII (Paris-Diderot) arbeitete er von 1987 bis 1990 als Wissenschaftlicher Angestellter an der Universität Konstanz. Dort promovierte er 1989 bei Thomas Luckmann. 
Nach einem Forschungsaufenthalt im Bereich Anthropologie an der University of Berkeley in Kalifornien (1990–91) arbeitete er als wissenschaftlicher Assistent an der Universität Konstanz und hatte Lehraufträge in Bern, Zürich und Prag. 1994 habilitierte er sich an der Universität Konstanz. 
Es folgten Forschungsaufenthalte an der University of Nottingham (1996), an der London School of Economics (1996–1997) und am King’s College in London (1997–1998) sowie eine Gastprofessur an der Universität Wien (1998).
Von 1996 bis 2000 war Knoblauch Heisenberg-Stipendiat der Deutschen Forschungsgemeinschaft.
Knoblauch erhielt 2000 einen Ruf auf eine Professur für Religionssoziologie und Religionswissenschaft an der Universität Zürich. 2002 wechselte er auf die Professur für Theorien moderner Gesellschaften im Fachgebiet Allgemeine Soziologie an der Technischen Universität Berlin.

### Sonstige Aktivitäten
Hubert Knoblauch ist Sprecher des Sonderforschungsbereich 1265: Re-Figuration von Räumen an der Technischen Universität Berlin und des „Research Network Social Theory“ der European Sociological Association (2019–2021). Er ist gewähltes Mitglied im Vorstand der Forschung der Deutschen Gesellschaft für Soziologie, Herausgeber der Reihe „Knowledge, Communication and Society“ (Routledge) und im Vorstand des SFB "Affective Societies" (2015–2019).
Er ist Leiter der Sektion „Soziologie“ der Görres-Gesellschaft zur Pflege der Wissenschaft und Herausgeber der Reihe Sozialwissenschaftliche Abhandlungen der Görres-Gesellschaft. Darüber hinaus ist er Redakteur verschiedener Zeitschriften („FQS“, „Human Studies“, „Qualitative Research“, „Religion and Society“, „sozialer sinn“ und „Schuetzean Studies“) sowie Herausgeber der Reihe „Wissen, Kommunikation und Gesellschaft“ im VS Verlag sowie Consulting Editor der Reihe „Qualitative Sociology Review“.

## Inhaltliche Ausrichtung

### Beiträge zur Soziologischen Theorie und Methodologie
Die Schwerpunkte in der Arbeit Knoblauchs liegen in der Wissens-, Religions- und Kommunikationssoziologie, der soziologischen Theorie sowie in den qualitativen Methoden der empirischen Sozialforschung. Im Bereich der Methoden sind seine empirischen und methodologischen Entwicklungen der „Videographie“, wie auch der von ihm entwickelte Ansatz der „fokussierten Ethnographie“ zu nennen. Kennzeichnend für diese Methoden sind der Einsatz moderner Videotechnologie bei ethnographisch ausgerichteter Datenerhebung und die Analyse des daraus hervorgehenden Videomaterials. Zur Religionssoziologie entwickelte Knoblauch den Beitrag seines einstigen Lehrers Thomas Luckmann fort. Entgegen der Säkularisierungsthese betont auch Knoblauch die anhaltende Bedeutung der Religion, die sich nach seiner Ansicht jedoch nicht mehr, wie Luckmann noch annahm, in den Privatbereich zurückzog und „unsichtbar“ wurde, sondern ganz im Gegenteil öffentliche Formen annahm und sich zur „populären Religion“ entwickelte. Dabei spielen zwar religiöse Institutionen nach wie vor eine Rolle, populär wird jedoch auch die Spiritualität, mit der sich Knoblauch als einer der ersten in seiner Arbeit auseinandersetzte. Überdies befasste er sich auch in mehreren seiner Forschungsprojekte und Publikationen mit der Thematik des Todes und Sterbens in der gegenwärtigen Gesellschaft. Ein zentrales Arbeitsfeld Knoblauchs umfasst die Weiterentwicklung eines wissenssoziologischen Theorieansatzes, dem Sozialkonstruktivismus. Er gehört dabei zu einer Gruppe von Soziologen, die sich ausgehend von der Gesellschaftlichen Konstruktion der Wirklichkeit, einem Werk der Soziologen  Peter L. Berger und Thomas Luckmann, seit Beginn der 1990er Jahre mit der Entwicklung einer neuen wissenssoziologischen Theorie befassen: dem Kommunikativen Konstruktivismus. Dieser verschiebt den Fokus von Wissen und Sprache hin zum verkörperten, performativen und Objektivierungen hervorbringenden kommunikativen Handeln. Diese Verschiebung steht in einer Relation mit der Entwicklung methodischer Ansätze zu einer empirischen Wissenssoziologie, deren Ziel es ist, die soziale Konstruktion der Wirklichkeit für uns Menschen sichtbar zu machen und die soziale Wirklichkeit als Ergebnis kommunikativer Handlungen zu beschreiben.

### Forschungsschwerpunkte
- Allgemeine Soziologie
- Wissens- und Kultursoziologie
- Sprache, Interaktion und Zwischenmenschliche Kommunikation
- Religion in der Gegenwartsgesellschaft
- Qualitative Methoden der empirischen Sozialforschung
- Visuelle Soziologie
- Thanatosoziologie

## Veröffentlichungen
- Kommunikationskultur. Die kommunikative Konstruktion kultureller Kontexte. De Gruyter, Berlin / New York 1995, ISBN 3-11-014773-4
- Berichte aus dem Jenseits: Mythos und Realität der Nahtod-Erfahrung, Freiburg im Breisgau, Herder, 1999, ISBN 978-3-451-26884-7
- Religionssoziologie. De Gruyter, Berlin / New York 1999, ISBN 978-3-11-016347-6, urn:nbn:de:0168-ssoar-6972
- zusammen mit Helga Kotthoff (Hrsg.): Verbal art across cultures: The aesthetics and proto-aesthetics of communication. Tübingen 2001, ISBN 3-8233-5709-3
- Qualitative Religionsforschung: Religionsethnographie in der eigenen Gesellschaft. UTB, München/Zürich u. a. 2003, ISBN 3-8252-2409-0
- zusammen mit Arnold Zingerle (Hrsg.): Thanatosoziologie: Tod, Hospiz und die Institutionalisierung des Sterbens. Berlin 2005, ISBN 3-428-11825-1, urn:nbn:de:0168-ssoar-8417
- Wissenssoziologie. UTB, Konstanz 2005, ISBN 978-3-8252-2719-7 (2. aktual. Auflage 2010)
- zusammen mit Bernt Schnettler (Hrsg.): Powerpoint-Präsentationen: Neue Formen der gesellschaftlichen Kommunikation von Wissen. UVK, Konstanz 2007, ISBN 978-3-86764-030-5
- Populäre Religion. Campus, Frankfurt / New York 2009, ISBN 978-3-593-38883-0
- PowerPoint, Communication, and the Knowledge Society. Cambridge University Press, Cambridge 2013, ISBN 978-0-521-19732-8
- zusammen mit René Tuma und Bernt Schnettler (Hrsg.): Videographie: Einführung in die interpretative Videoanalyse sozialer Situationen. Springer, Wiesbaden 2013, ISBN 978-3-531-18732-7
- zusammen mit Reiner Keller und Jo Reichertz (Hrsg.): Kommunikativer Konstruktivismus. Theoretische und empirische Arbeiten zu einem neuen wissenssoziologischen Ansatz. Springer, Wiesbaden 2013, ISBN 978-3-531-19797-5
- zusammen mit Werner Rammert, Arnold Windeler und Michael Hutter (Hrsg.): Innovationsgesellschaft heute. Perspektiven, Felder und Fälle. Springer, Wiesbaden 2016, ISBN 978-3-658-10874-8
- Die kommunikative Konstruktion der Wirklichkeit. Springer, Wiesbaden 2017, ISBN 978-3-658-15217-8